# Corticarina sororcula
Corticarina sororcula es una especie de coleóptero de la familia Latridiidae.

## Distribución geográfica
Habita en Turkmenistán.